# Статус української мови
Украї́нська мо́ва (вимовляється [ukrɑ'jınʲsʲkɑ 'mɔwɑ]) — мова, поширена у Південносхідній Європі, у Північному Причорномор'ї, належить до слов'янської групи індоєвропейської мовної родини.
Українською мовою говорять в Україні, прикордонних територіях сусідніх країн, де здавна мешкають українці, а також у країнах, куди свого часу виїхала значна кількість українців (українська діаспора).
У 90-х р.р. XX ст. українська мова стала єдиною державною мовою в Україні та однією з трьох офіційних мов у Придністров'ї. До цього майже 300 років українська мова заборонялася, піддавалася репресіям або не мала повноправного державного статусу в тих країнах, до складу яких входили українські землі.
Українська мова виділилася з праслов'янської мови у VI — VII ст. Літературна мова на основі народної розмовної мови існує від XVIII ст.

## Україна

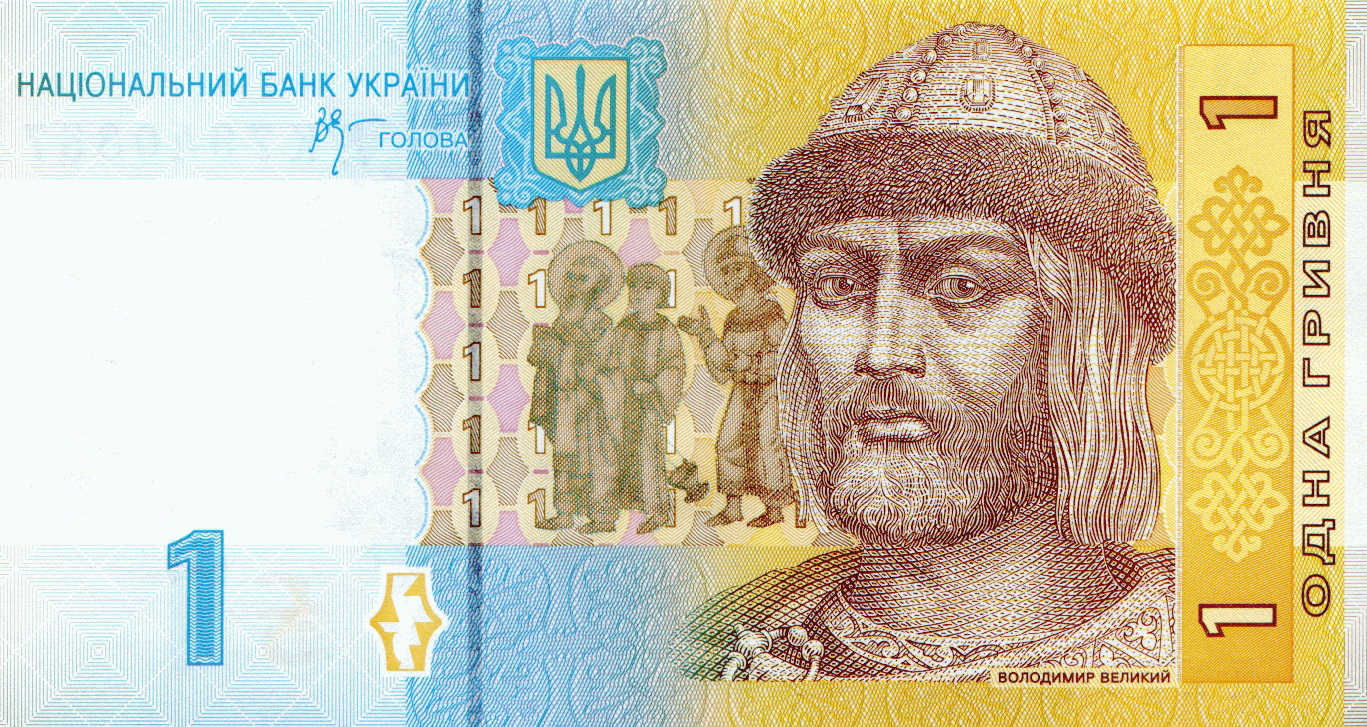
Українська мова на українських грошах — купюра номіналом 1 гривня (випуск 2006 р.).

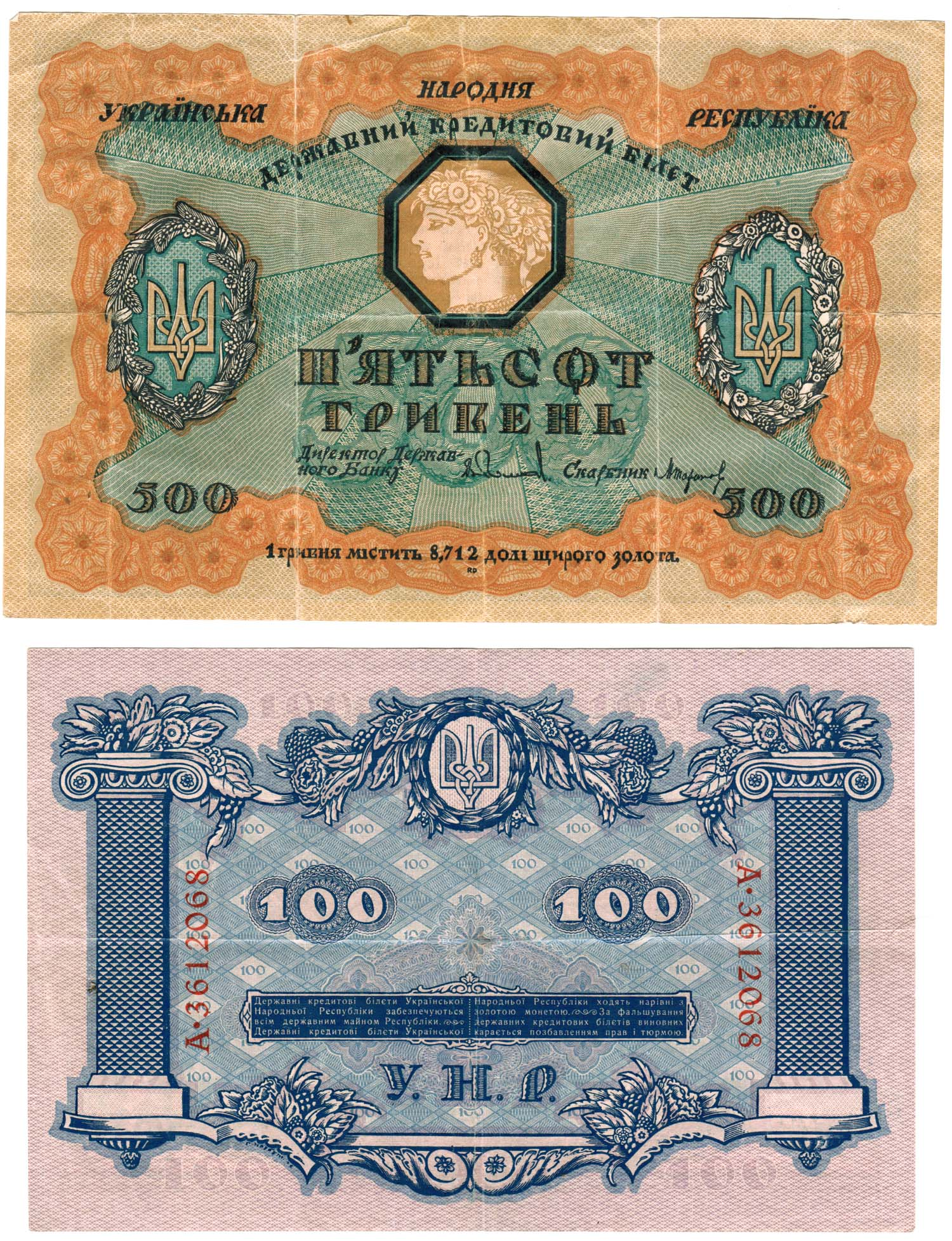
Українська мова на гривнях часів Української Народньої Республіки.

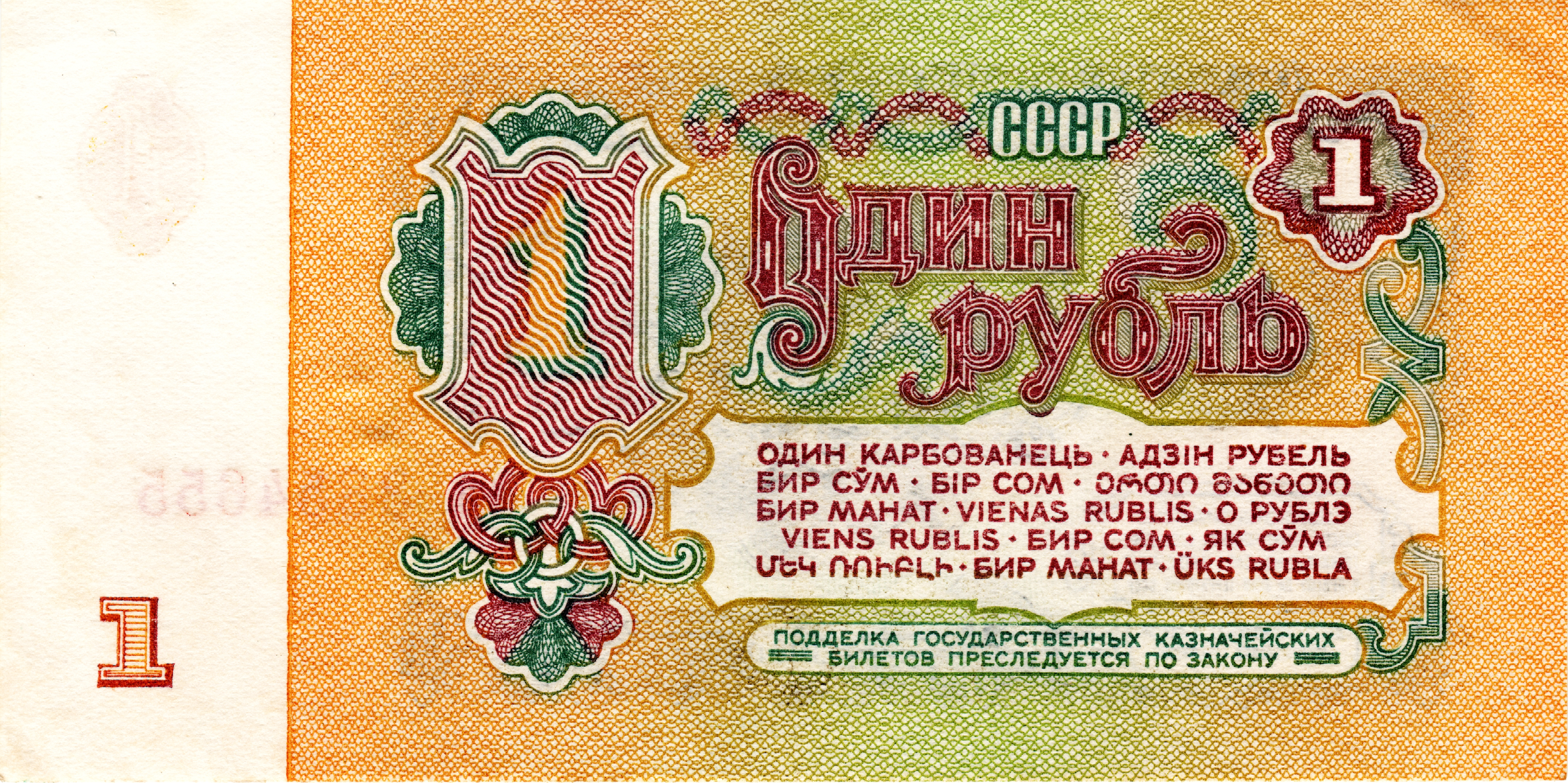
Напис українською мовою «один карбованець» на радянських грошах — купюра номіналом 1 карбованець (випуск 1961 р.).

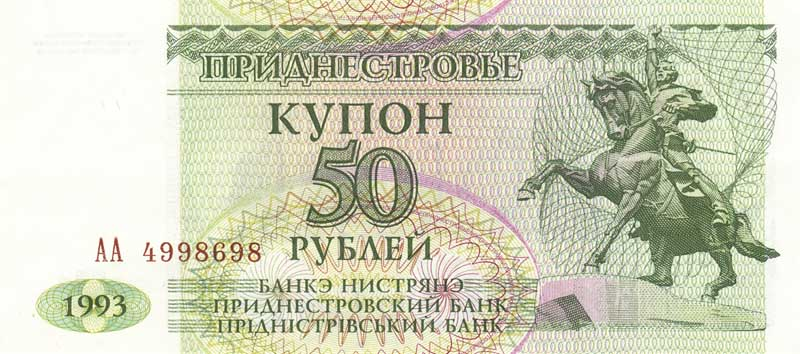
Напис українською мовою «Прідністрівський Банк» на придністровському купоні номіналом 50 придністровських рублів, випуск 1993 р., поряд з написами російською та молдавською мовами.

Напис українською мовою «Придністровський Республіканський Банк» на грошах Придністров'я, на купюрі номіналом 1 придністровський рубль

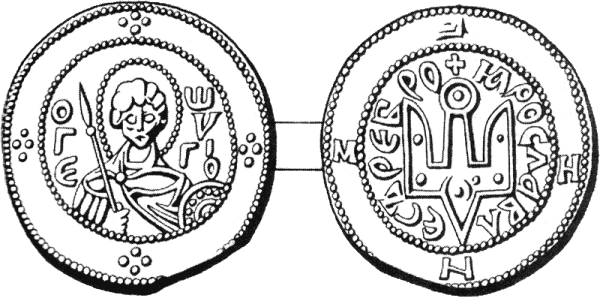
Срібляник Ярослава Мудрого з написом «Съребро Ѩрославлє», 1019-54 р.р.

Грошові знаки ОУН-УПА — бофон («на бойовий фонд») номіналом 20 карбованців.

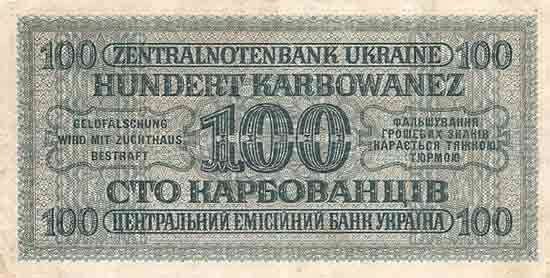
Гроші, випущені «Центральним емісійним банком України» у Рівному під час окупації України Німеччиною у 1942 р. — напис українською мовою під написом німецькою.

Українське законодавство про мову бере початок від 24 березня 1918 p., коли було прийнято Закон Центральної Ради про запровадження української мови у банківській і торговій сфері. У ньому зокрема вказувалося: «Всякого роду написи, вивіски… повинні писатися державною українською мовою…». У пункті 3 проголошено: «мовою в діловодстві має бути державна українська».
1 січня 1919 р. Директорія видала закон про державну українську мову в УНР та про обов'язкове вживання української мови у діловодстві Української Академії Наук.
15 лютого 1919 р. Українська Національна Рада Західноукраїнської Народної Республіки ухвалила Закон про вживання української мови у державних установах.
З втратою незалежності Української Народньої Республіки ці закони де-факто втратили силу.
21 вересня 1920 р. Рада Народних Комісарів УРСР ухвалила декрет про українську мову — її запроваджено як предмет у школах і введено до вживання в державних закладах та установах.
22 листопада 1922 р. ВУЦВК затвердив «Кодекс законів про народну освіту в УРСР», де сказано: «українська мова як мова більшости населення України, особливо на селі, і російська мова як мова більшости населення в містах і загальносоюзна мова, мають в УРСР загальнодержавне значення і повинні викладатися у всіх навчально-виховних закладах Української Соціялістичної Радянської Республіки».
1 серпня 1923 р. Раднарком УРСР видав декрет «Про заходи забезпечення рівноправності мов і сприяння розвиткові української мови». В Україні 1925 р. вийшла серія постанов про українізацію. У цих документах йшлося про відкриття шкіл з українською мовою навчання, збільшення кількості видань різної літератури, зокрема підручників, газет, журналів, українською мовою, вивчення української мови державними службовцями, переведення діловодства на українську мову тощо. На початку 30-х p.p. українізація помітно гальмується, її здобутки ліквідуються, а 22 листопада 1933 р. ЦК КП(б)У ухвалює постанову про її припинення. Почався зворотний процес звуження функцій української мови й витіснення її російською.
1989 р. було конституційно закріплено державний статус української мови в Україні, а 28 жовтня 1989 p. прийнято Закон про мови в Українській РСР. Як сказано в преамбулі, забезпечити «українській мові статус державної з метою сприяння всебічному розвиткові духовних творчих сил українського народу, гарантування його суверенної національно-державної майбутності». Цей закон мав важливе значення для боротьби за збереження української мови, проте, у багатьох його статтях поруч зі словосполученням «українською мовою» стояли слова «або російською». 
У Декларації про державний суверенітет України, прийнятій Верховною Радою Української РСР 16 липня 1990 p., серед іншого вказувалося: «Українська РСР забезпечує національно-культурне відродження українського народу, його історичної свідомості і традицій, національно-етнографічних особливостей, функціонування української мови в усіх сферах суспільного життя».
Незадовго до проголошення незалежності України, 12 лютого 1991 p., Рада Міністрів України ухвалила Державну програму розвитку української мови та інших національних мов в Українській РСР на період до 2000 p., яку не було виконано.
Відповідно до ст. 10 (Розділ І — «Загальні засади») Конституції України українська мова є єдиною державною мовою України.
|  | Стаття 10. Державною мовою в Україні є українська мова. Держава забезпечує всебічний розвиток і функціонування української мови в усіх сферах суспільного життя на всій території України.В Україні гарантується вільний розвиток, використання і захист російської, інших мов національних меншин України. Держава сприяє вивченню мов міжнародного спілкування. Застосування мов в Україні гарантується Конституцією України та визначається законом. |

Окрім того ще шість статей Основного закону України — 11, 12, 92, 103, 127 та 148 — теж певною мірою стосуються функціонування української та інших мов в Україні та мовних потреб українців, що мешкають поза межами України.
|  | Стаття 11. Держава сприяє консолідації та розвиткові української нації, її історичної свідомості, традицій і культури, а також розвиткові етнічної, культурної, мовної та релігійної самобутності всіх корінних народів і національних меншин України. |

|  | Стаття 12. Україна дбає про задоволення національно-культурних і мовних потреб українців, які проживають за межами держави. |

|  | Стаття 92. Виключно законами України [визначається: ... 4)] порядок застосування мов. |

|  | Стаття 103. Президентом України може бути обраний громадянин України, який […] володіє державною мовою. |

|  | Стаття 127. На посаду судді може бути рекомендований […] громадянин України […], який […] володіє державною мовою. |

|  | Стаття 148. Суддею Конституційного Суду України може бути громадянин України, який […] володіє державною мовою. |

Рішенням Конституційного Суду України від 14 грудня 1999 року про офіційне тлумачення положень статті 10 Конституції України щодо застосування державної мови органами державної влади, органами місцевого самоврядування та використання її у навчальному процесі в навчальних закладах України у пункті 3 установчої частини рішення та пункті 1 основної частини рішення зазначено таке :
- Під державною (офіційною) мовою розуміється мова, якій державою надано правовий статус обов'язкового засобу спілкування у публічних сферах суспільного життя.
- Українська мова як державна є обов'язковим засобом спілкування на всій території України при здійсненні повноважень органами державної влади та органами місцевого самоврядування (мова актів, роботи, діловодства, документації тощо). Поряд з українською мовою можуть використовуватися й інші мови.
- Відповідно до чинних законів питання застосування української мови визначено щодо розгляду звернень громадян; діяльності Збройних Сил України та Національної гвардії України; видання друкованої продукції, призначеної для службового та ужиткового користування, що розповсюджується через державні підприємства, установи і організації (бланки, форми, квитанції, квитки, посвідчення, дипломи тощо); висвітлення діяльності органів державної влади та органів місцевого самоврядування в Україні засобами масової інформації; оформлення митних документів тощо.
- Володіння державною мовою є обов'язковою умовою для прийняття до громадянства України.
- Відповідно до Закону України «Про загальну середню освіту»[15] від 13 травня 1999 року (стаття 7) встановлено, що мовою виховання в дитячих дошкільних установах, мовою навчання і виховання в загальноосвітніх школах, професійно-технічних училищах, середніх спеціальних і вищих навчальних закладах є українська мова.
- Володіння українською мовою є однією з обов'язкових умов для зайняття декількох державних посад (Президента, судді та судді Конституційного суду України).

Не зважаючи на конституційність статусу української мови, дуже часто її державність є декларативною.
Деформованість мовної ситуації в Україні
Див. також Мовна ситуація в Україні.
На існуючу деформованість мовної ситуації в Україні вказує співвідношення носіїв української і російської мов, що не відповідає співвідношенню етнічних українців і росіян на її території. За даними Всеукраїнського перепису населення 2001 року українці становлять 77,8 % населення України, тоді як українську мову визнало рідною лише 67,5 %.
Як показало всеукраїнське опитування Інституту соціології НАН України, у 2005 році:
- українську мову вважали рідною лише 64,3 % населення,
- російську 34,4 %,
- іншу — 1,5 %.

Мовою спілкування дорослого населення в родинній сфері були:
- переважно українська — 41,8 %,
- переважно російська — 36,4 %,
- обидві мови (залежно від обставин) — 21,6 %.

Річний тираж журналів та інших періодичних видань українською мовою у 2004 році склав 28 % від загальної кількості, тоді як ще в 1995 р. становив 70 % (для російськомовних видань ці цифри навпаки зростають з 18 % до 64 %). На книжковому ринку України переважають російськомовні видання. За даними Української асоціації книговидавців та книгорозповсюджувачів, більшість книжок, що їх реалізують в Україні, вийшли друком в Росії.
Використання української мови в Києві
Опитування, проведене групою вчених у 2000 році, показало, що російська мова найчастіше використовується 52,5 % киян, українська є головною мовою спілкувіння для 14,8 % мешканців Києва. Обидві мови, відповідно до обставин, використовують 32 % киян.
Молоді кияни віком до 30 років використовують мови таким чином : 65 % переважно російську мову (для осіб віком понад 40 років це — 53 %), 6 % переважно українську (30 % для осіб віком понад 40 років), 28 % обидві мови залежно від соціального контексту. 74 % молодих киян визнають необхідність сприяння поширенню української мови в суспільстві, але лише 30 % вважає українську мову «престижною» (російська є «престижною» для 55 % молоді Києва).

### Автономна Республіка Крим
- В Автономній Республіці Крим державною мовою є українська. Російська та кримськотатарські мови наділені рядом офіційних функцій.

## Придністровська Молдавська Республіка
Відповідно до статті 12 Конституції невизнаної Придністровської Молдавської Республіки, українська мова є однією з трьох офіційних мов ПМР.
|  | Стаття 12. Статус офіційної мови на рівних началах надається молдавській, російській та українській мовам. |

У законі «Про мови в Придністровській Молдавській Республіці» від 1992 р. зазначено, що українська мова оголошується державною нарівні з молдавською та російською. Відповідно до Закону, батьки або особи, які їх замінюють, мають право обрати для дітей дошкільний заклад і середній загальноосвітній заклад з відповідною мовою виховання і навчання.
Одним з законодавчих актів, що регулює вживання української мови в Придністров'ї, є Указ Президента Придністровської Молдавської Республіки Ігоря Смирнова «Про заходи для забезпечення розвитку української національної культури і освіти, задоволення соціальних потреб українського населення Придністровської Молдавської Республіки» від 12 лютого 1992 року.
Українська мова у Придністров'ї використовується серед іншого:
- на «Радіо Придністров'я» та Придністровському телебаченні (новини українською поряд з російсько- та молдавськомовними),
- У 1994 році була створена кафедра української філології у Придністровському державному університеті імені Тараса Шевченка.[21]
- Станом на 2000 рік у ПМР діяло дві школи з українською мовою викладання, що становить 1 % від усіх шкіл.[22]. Українську мову та літературу факультативно вивчали 496 учнів у містах Тирасполі, Дубосари, Кам'янка і Слободзея[23]), існує декілька державних шкіл і гімназій, де всі предмети викладаються українською мовою (у 2000 р. у 35 класах викладання всіх предметів провадиться українською, у місті Рибниця відкрита перша у Придністров'ї українська середня школа), та українські дитячі садки,
- в українськомовних газетах, зокрема у тижневику «Гомін», який виходить з 1992 р. і є найстарішим часописом Придністров'я. При тижневику діє літоб'єднання авторів, які пишуть українською мовою,
- під час проведення Шевченківських днів та днів слов'янської писемності,
- існують також українські хорові колективи в кожному районі.

У Кам'янському районі (територія компактного проживання українців) діє товариство української культури ім. Тараса Шевченка, на загальнопридністровському рівні — Спілка українців Придністров'я «Червона калина».
Особливої підтримки розвиткові української мови від влади Придністров'я немає[джерело?]. Успіх у розвиткові україномовної освіти став можливим завдяки ініціативі українських організацій та окремих подвижників.
Згідно з даними дослідження Інституту демократії імені Пилипа Орлика проведеного у 2010-2011 роки в Придністров'ї відбувається русифікація українського населення. Так українці становлять 29 % населяння ПМР, але єдина україномовна газета «Гомін» видається малим накладом, а інформаційна програма на місцевому телебаченні «Промінь» виходить в ефір тричі на тиждень.
Міжнародне товариство де-юре визнає територію Придністров'я «Автономним територіальним утворення з особливим правовим статусом» Республіки Молдова. Згідно з законом Республіки Молдова: «Про основні положення правового статусу населених пунктів лівобережжя Дністра (Придністров'я)» українська мова є однією з трьох офіційних мов.

## Росія
- Українці Росії: організації, регіональні видання [Архівовано 24 березня 2010 у Wayback Machine.]. (укр.)

- У Москві можна слухати дві радіопередачі українською мовою: «Співучу Україну» (кожного першого та третього понеділка місяця о 10.30 та 21.30 на частотах 261 кГц, 873 кГц та 66,44 мГц) та «Всесвітню службу Радіо-Україна» (цілодобово в діапазоні коротких хвиль: 41 м на частоті 7420 кГц з 4.00 до 10.00 та з 17.00 до 23.00; 31 м на частоті 9610 кГц з 3.00 до 8.00 та з 17.00 до 22.00; 25 м на частоті 11825 кГц з 9.00 до 19.00)[27].

## Інші країни

### Бразилія
Друга офіційна мова у Прудентополісі з 5 жовтня 2021 року, бо місцева рада підтримала законопроєкт 024/2021 (автор: Вітторіо Соротюк), стаття 1 якого говорить: Fica estabelecida a língua ucraniana como co-oficial no território do Município de Prudentópolis.

### Румунія
Відповідно до офіційних результатів загальнонаціонального перепису населення 2002 року в Румунії проживає 61,4 тис. етнічних українців. В основному це — автохтонне населення, що компактно мешкає у прикордонних з Україною повітах. Юридична основа українсько-румунського співробітництва з питань забезпечення мовних прав українців Румунії регламентується 13 статтею «Договору про відносини добросусідства та співробітництво між Україною та Румунією» від 1997 року.
Серед прикладів використання української мови на території Румунії можна перелічити:
- регіональні радіопрограми українською мовою у Яссах (15 хвилин щотижнево) та Тімішоарі (1 година щотижнево)
- Газети «Вільне слово», «Український вісник» та «Наш голос», що виходять раз на місяць (видаються «Союзом українців Румунії»).
- Український ліцей ім. Т. Г. Шевченка в м. Сигіт.
- В окремих румунських школах у регіонах компактного проживання українців, де українська мова і література викладається як предмет.
- Вищу філологічну освіту українською мовою можна отримати в Бухарестському, Клузькому та Сучавському університетах, у яких в рамках філологічних факультетах діють українські секції.

### Молдова

Українська мова у Молдові.

За результатами перепису 2004 р. рідною мовою визнали у Молдові (без Придністров'я) 186.394 особи, з них 180.981 етнічний українець, 3606 молдаван, 586 росіян, 616 гагаузів, 131 румун, 110 болгар, 13 вірменів, 15 євреїв, 2 греків, 14 німців та 18 циган. Усього українців у Молдові 282.406 осіб.
Українська мова в Молдові знаходитиметься під захистом «Європейської Хартії регіональних мов або мов меншин», яку Молдова зобов'язалася підписати та ратифікувати до 13 липня 1996 р. під час вступу до Ради Європи у 1995 р. Хартію було підписано 11 липня 2002 р., але поки не ратифіковано. 22 листопада 2007 р. у м. Бричень було проведено регіональний семінар для носіїв української мови про ті можливості, які надаватиме Хартія у справі захисту української мови. 6 грудня 2007 р. у Кишиневі було проведено конференцію «Європейська Хартія регіональних мов або мов меншин — інструмент для просування культурного різноманіття і взаєморозуміння між усіма лінгвістичними групами в мультикультурному суспільстві» та ухвалено звернення до Парламенту Республіки Молдова, у якому є заклик до швидшої ратифікації Хартії. Поряд з українською під дію цього документу в Молдові підпадають вірменська, болгарська, гагаузька, німецька, грецька, польська, циганська, російська мови та їдиш.
Одним з документів, що мають стосунок до української мови, є «Концепція національної політики Республіки Молдова». Окрім того «Закон про функціонування мов на території Республіки Молдова» № 3465-XI від 1 вересня 1989 р. (ст. 18) та «Закон про права осіб, які належать до національних меншин, і правовий статус їхніх організацій» № 382-XV від 19 липня 2001 р. (ст. 6) передбачають, що держава створює умови для реалізації прав громадян на виховання й навчання рідною мовою (українською, гагаузькою, болгарською, івритом, їдиш та ін.)
Українці в Молдові, особливо на півночі країни, є автохтонним населенням, яке залишилося у Бессарабії (Галицькому Пониззі) після зникнення Галицько-Волинського князівства та утворення Молдавського князівства (у першій третині XV ст. лише 60 % населених пунктів території сучасної Республіки Молдова мало румуномовні назви). Від XV ст. зафіксовано постійну імміграцію українців до Молдови.
Чисельність українського населення у 1817 р. склала 30.000 осіб (6,5 % усього начелення), у 1865 р. — 126.000 осіб (13,4 %), у 1897 р. — 389.698 осіб (19,6 %), у 1930 р. — 314.211 осіб (11,0 %), у 1940 р. — 254.000 осіб (9.7 %), у 1959 р. — 421.000 осіб (14.6 %), у 1970 р. — 507.000 осіб (14.2 %), у 1989 р. — 600.366 осіб (13.8 %). На правобережжі Дністра у 2004 р. мешкало 280.000 українців (8.4 % населення території, підконтрольній центральній владі Молдови), 60 тис. з них у Кишеневі; у Придністров'ї проживало 250 тис. українців (третина населення регіону).
Серед відомих етнічних українців в Молдові активно публікується український письменник і літературознавець, академік Академії Наук Молдови К. Попович. Серед україномовних поетів Молдови відзначають О. Медведенка, Г. Якубовича та І. Кравчука.
У 2007 р. в Молдові було понад триста населених пунктів, де мешкають українці — лише у п'ятдесяти семи школах (6 тис. учнів) вивчається українська мова та література. Один з районів Молдови, де проживає значна кількість українців — Бріченський (Бричанський) район (19.939 українців з 78.027 населення або 26 %). З 34 навчальних закладів району в 12 школах українська вивчається як предмет (4 години на тиждень).
У Молдові близько 40 тис. школярів українського походження. Українською мовою, за деякими даними, здобувають освіту лише 380 учнів українських класів — у гімназії с. Унгри, в Ліпканському коледжі та у Ніхоренському ліцеї Ришканского району. Офіційно школами з українською мовою навчання значаться майже 140 шкіл в Молдові (що не відповідає дійсності).
У Придністровському регіоні діє ряд шкіл з навчанням українською мовою; у системі професійної освіти українською мовою навчаються лише 0,6 %. Практично для всіх випускників головним стимулюючим чинником вивчення української є можливість вступу до вузів України за квотами Міністерства освіти і науки. У Молдові є кафедри української мови та літератури при Белцькому університеті ім. Алеку Руссо та при Придністровському університеті ім. Т. Г. Шевченка.
Єдиною[джерело?] бібліотекою з книжковим фондом українською мовою є бібліотека ім. Лесі Українки в Кишиневі.
З березня 2003 р. по 2005 р. та з 2006 р. у місті Белць видається щомісячник «Рідне слово», на національному телебаченні та радіо двічі на тиждень виходить телепрограма «Світанок» і радіожурнал «Відродження».

### Словаччина
У 2001 р. Словаччина підписала та ратифікувала, а у 2002 р. ввела в дію «Європейську Хартію регіональних мов або мов меншин». Відповідно до неї Словаччина зобов'язалася захищати болгарську, хорватську, чеську, німецьку, польську, русинську, угорську, румунську та українську мови. Окрім того розділ 3 Закону про освіту № 29/1984 Coll. Говорить таке :
|  | Освіта провадиться державною мовою. Громадяни чеської, угорської, німецької, польської та української (русинської) національності мають право на освіту власною мовою у тому, що стосується їхнього національного розвитку. |

Хоча українська меншина Словаччини досить нечисленна (0,2 % населення або 10.814 осіб), у країні є 22 державні україномовні дитсадки (34 класи з 534 учнями), три словацько-українські школи, 29 державних початкових шкіл з 53 класами та 579 учнями. Існує одна україномовна державна гімназія (шість класів, 116 учнів). У 17 початкових школах, які відвідували 526 учнів у 1 — 9 класах, українська мова викладається як предмет.
Серед українсько-русинських культурно-освітніх закладів Словаччини, де використовується українська мова, варто, насамперед, відзначити:
- Словацький національний музей (Музей української культури) та його філію — Галерею ім. Дезидерія Миллого у Свиднику,
- Спілку українських письменників Словаччини,
- кафедру української мови та літератури філософського факультету Пряшівського університету,
- газету «Нове життя»,
- дитячий журнал «Веселка»,
- літературно-мистецький та публіцистичний журнал «Дукля»,
- українську редакцію національно-етнічних передач Словацького радіо у Кошицях.
- Під егідою СРУСР («Союзу русинів-українців Словацької Республіки») діють до 40 колективів народної художньої творчості різних жанрів, які об'єднують близько тисячі членів.
- Налічується понад 35 дитсадків та шкіл з українською мовою навчання[33].

### Болгарія
Українська мова в Республіці Болгарія вивчається факультативно в університеті Св. Климента Охридського. Викладачами є Албена Стаменова, Антоанета Горінова, Валентина Червоножко, Іван Стоянов, Лідія Терзійська та Райна Камберова. 18 квітня 2008 р. було видано перший підручник української мови для мовців болгарської, авторами підручника є Албена Стаменова та Райна Камберова.

### Польща
За деякими даними в Польщі мешкає 250—300 тис. україномовних осіб. У країні є чотири початкові школи (393 дітей) та чотири середніх шкіл (972 учнів), у яких українська є основною мовою навчання. Окрім того, українська мова викладається як предмет у 52 початкових школах, де її вивчають 1174 учні. У 2001 р. було відкрито нову українську середню школу. У 70 українських класах 600 учнів здобувають освіту українською мовою. Української в Польщі навчають 82 вчителі / професори.

### Угорщина
За результатами перепису 2001 р. 4.885 громадян Угорщини українського походження знають українську мову, з друзями та в родинному колі її використовують 4.519 осіб.